# Gathynia cythera
Gathynia cythera är en fjärilsart som beskrevs av Swinhoe 1902. Gathynia cythera ingår i släktet Gathynia och familjen Uraniidae. Inga underarter finns listade i Catalogue of Life.